# Синьи-Монлибер
Синьи́-Монлибе́р (фр. Signy-Montlibert) — коммуна во Франции, находится в регионе Шампань — Арденны. Департамент коммуны — Арденны. Входит в состав кантона Кариньян. Округ коммуны — Седан.
Код INSEE коммуны — 08421.
Коммуна расположена приблизительно в 230 км к востоку от Парижа, в 100 км северо-восточнее Шалон-ан-Шампани, в 50 км к юго-востоку от Шарлевиль-Мезьера.

## Население
Население коммуны на 2008 год составляло 77 человек.
| 1962 | 1968 | 1975 | 1982 | 1990 | 1999 | 2008 |
| ---- | ---- | ---- | ---- | ---- | ---- | ---- |
| 129  | 142  | 115  | 112  | 97   | 87   | 77   |

## Экономика
В 2007 году среди 56 человек в трудоспособном возрасте (15—64 лет) 39 были экономически активными, 17 — неактивными (показатель активности — 69,6 %, в 1999 году было 65,5 %). Из 39 активных работали 35 человек (20 мужчин и 15 женщин), безработными были 4 женщины. Среди 17 неактивных 6 человек были учениками или студентами, 4 — пенсионерами, 7 были неактивными по другим причинам.

## Достопримечательности
- Церковь Сен-Пьер (1741 год)
- Руины романской часовни Сен-Сизо